# ریو چانگ-کیل
ریو چانگ-کیل (انگلیسی: Ryoo Chang-kil; ۵ نوامبر ۱۹۴۰) بازیکن فوتبال اهل کره شمالی بود.
از باشگاه‌هایی که در آن بازی کرده‌است می‌توان به باشگاه ورزشی کیگوانچا اشاره کرد.
وی همچنین در تیم ملی فوتبال کره شمالی بازی کرده‌است.